# Tonengo
Tonengo, (Tonengh en piemontès) és un municipi situat al territori de la província d'Asti, a la regió del Piemont (Itàlia).
Limita amb els municipis d'Aramengo, Casalborgone, Cavagnolo, Cocconato, Lauriano i Moransengo.
Pertanyen al municipi les frazioni de Cerrabello, Fegine, Ottini i Pareglio.